# لوتر کریک
لوتر کریک (انگلیسی: Luther Creek؛ زادهٔ ۲۸ ژانویهٔ ۱۹۷۲) بازیگر، خواننده اهل ایالات متحده آمریکا است.